# Amt Ueckermünde-Land

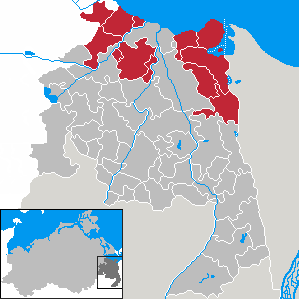
Amt Ueckermünde-Land im Landkreis Uecker-Randow

Im Amt Ueckermünde-Land (Landkreis Uecker-Randow in Mecklenburg-Vorpommern) mit Sitz in der nicht amtsangehörigen Stadt Ueckermünde waren die 12 Gemeinden Ahlbeck, Altwarp, Grambin, Hintersee, Leopoldshagen, Liepgarten, Luckow, Meiersberg, Mönkebude, Rieth, Torgelow-Holländerei und Vogelsang zur Erledigung ihrer Verwaltungsgeschäfte zusammengeschlossen. Die Gemeinde Vogelsang änderte ihren Namen am 9. Dezember 1995 in Vogelsang-Warsin. Am 31. Dezember 1997 wurde die vormals selbständige Gemeinde Rieth nach Luckow eingemeindet. Die Gemeinde Lübs kam am 1. Januar 1998 aus dem Landkreis Ostvorpommern in das Amt. Es bestand bis zur Auflösung am 1. Januar 2005. Die Gemeinden bilden nun zusammen mit der Stadt Eggesin das neue Amt Am Stettiner Haff.